# 毛柱胡颓子
毛柱胡颓子（学名：Elaeagnus pilostyla），为胡颓子科胡颓子属下的一个植物种。